# 石門甲

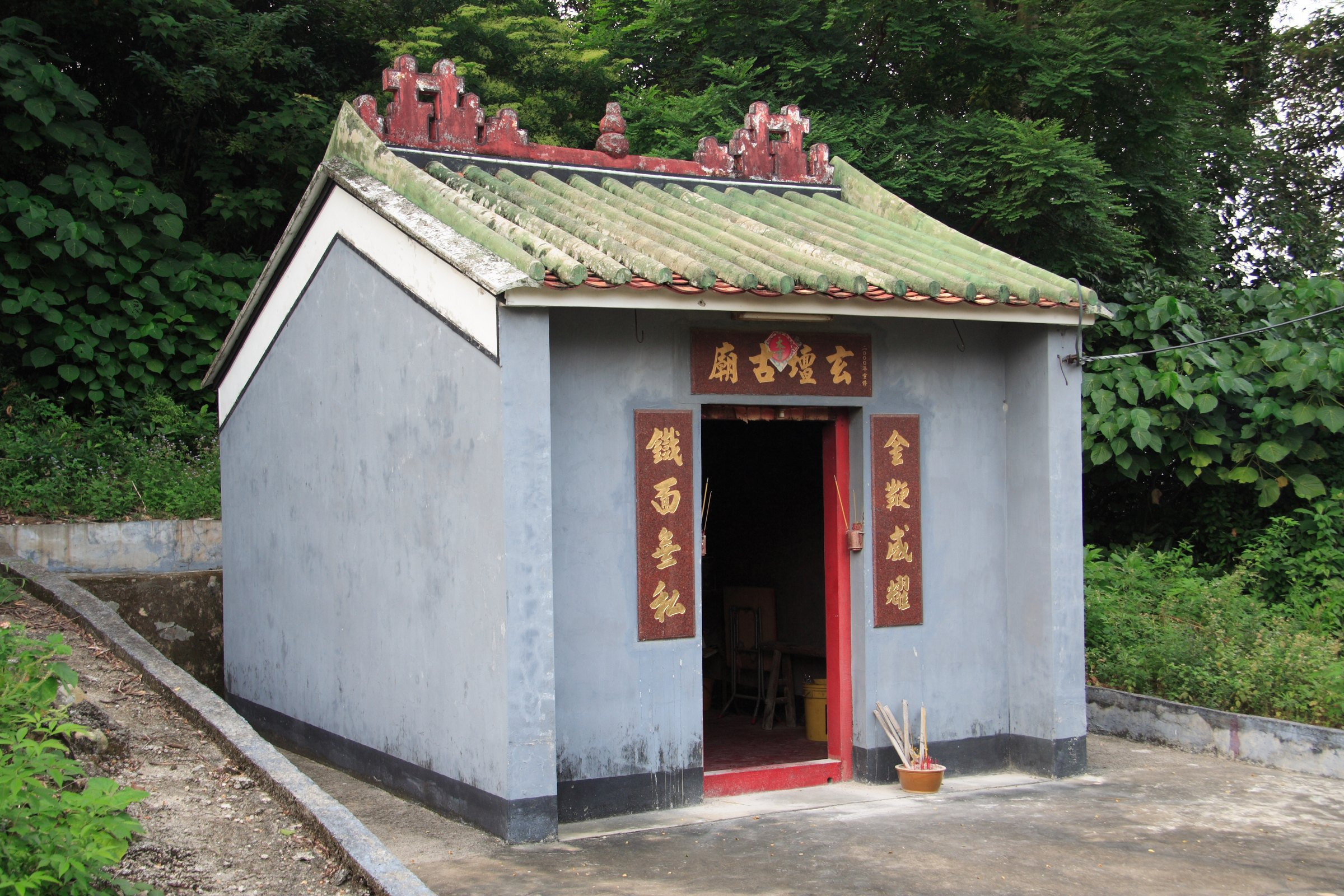
石門甲村圍墻外的玄壇古廟

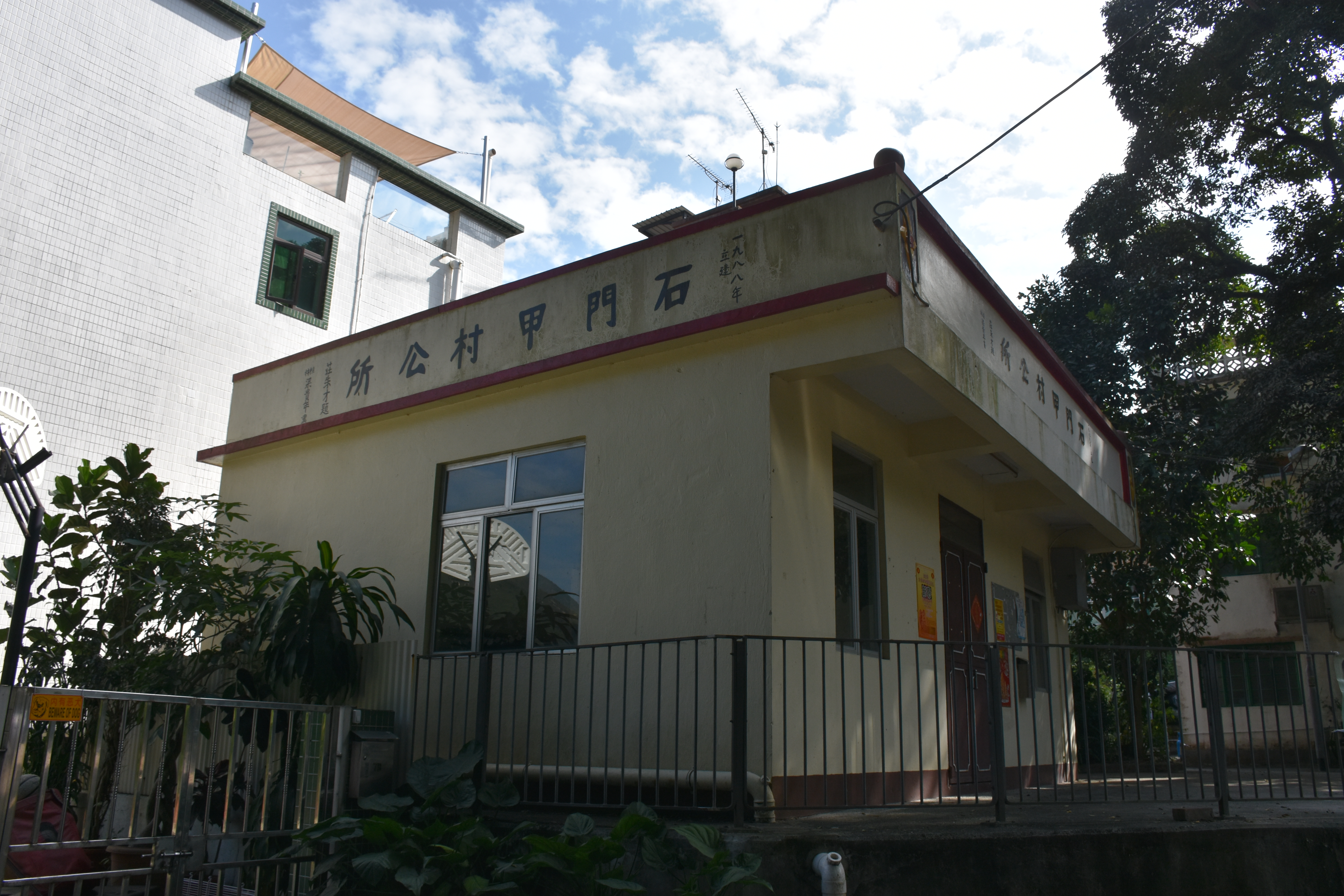
石門甲村公所

石門甲（英語：Shek Mun Kap），位於香港大嶼山東涌的南部，原則上屬於近郊地區。是法門古道的中途站，也是東涌往來昂坪寶蓮寺及天壇大佛等名勝的主要遠足路線及公路途經點。石門甲村內有一間羅漢寺，原本是一個佛門清淨和休養生息的理想地方，可是最近數年（自2017年起，尤其自2023年起）東涌西市區擴展計劃的發展工程和公路車流量大增已開始破壞這裏的寧靜。羅漢寺會特別提供齋菜美食予有緣人和遊客。
除專營巴士、大嶼山的士及持有有效許可證的車輛外，一律不得駛進石門甲以南的東涌道及嶼南地區。換言之，石門甲是市區的士在大嶼山的服務範圍最西南的地方。
石門甲村內只有一條新大嶼山巴士34線巴士到達，原本該線班次極疏，但近年因東涌西發展區工程動工以及多了不少遊人到石門甲，其班次有所加密，村口亦有多條班次較密的巴士線通往東涌市區和大嶼山南部地區。

## 東涌河挖石事件
2003年10月為興建竹篙灣迪欣湖，位於石門甲一段330米的東涌河河道中的巨礫及卵石遭非法挖掘，破壞河中的生態功能。

## 著名建築
- 東涌羅漢寺

## 外部連結
- 北大嶼郊野公園 （页面存档备份，存于）
- 福山堂：羅漢寺 （页面存档备份，存于）
- 玄壇古廟風水牆

1. ↑  .   [2024-09-08]. （原始内容存档于2024-09-08）.